# Bucéels
Bucéels és un municipi francès situat al departament de Calvados i a la regió de Normandia. L'any 2007 tenia 390 habitants.

## Demografia

### Població
El 2007 la població de fet de Bucéels era de 390 persones. Hi havia 124 famílies de les quals 24 eren unipersonals (8 homes vivint sols i 16 dones vivint soles), 40 parelles sense fills, 56 parelles amb fills i 4 famílies monoparentals amb fills.
La població ha evolucionat segons el següent gràfic:
Habitants censats

### Habitatges
El 2007 hi havia 128 habitatges, 123 eren l'habitatge principal de la família, 4 eren segones residències i 1 estava desocupat. Tots els 127 habitatges eren cases. Dels 123 habitatges principals, 115 estaven ocupats pels seus propietaris, 7 estaven llogats i ocupats pels llogaters i 1 estava cedit a títol gratuït; 12 tenien tres cambres, 20 en tenien quatre i 91 en tenien cinc o més. 82 habitatges disposaven pel capbaix d'una plaça de pàrquing. A 45 habitatges hi havia un automòbil i a 77 n'hi havia dos o més.

### Piràmide de població
La piràmide de població per edats i sexe el 2009 era:
| Homes | Edats   | Dones |
| ----- | ------- | ----- |
| 4     | 95 o +  | 0     |
| 0     | 90 a 94 | 8     |
| 8     | 85 a 89 | 24    |
| 4     | 80 a 84 | 8     |
| 0     | 75 a 79 | 4     |
| 4     | 70 a 74 | 8     |
| 4     | 65 a 69 | 8     |
| 8     | 60 a 64 | 4     |
| 4     | 55 a 59 | 12    |
| 20    | 50 a 54 | 12    |
| 8     | 45 a 49 | 8     |
| 16    | 40 a 44 | 16    |
| 12    | 35 a 39 | 24    |
| 8     | 30 a 34 | 0     |
| 8     | 25 a 29 | 8     |
| 20    | 20 a 24 | 4     |
| 24    | 15 a 19 | 16    |
| 24    | 10 a 14 | 24    |
| 4     | 5 a 9   | 20    |
| 4     | 0 a 4   | 12    |

## Economia
El 2007 la població en edat de treballar era de 237 persones, 171 eren actives i 66 eren inactives. De les 171 persones actives 155 estaven ocupades (84 homes i 71 dones) i 16 estaven aturades (9 homes i 7 dones). De les 66 persones inactives 21 estaven jubilades, 22 estaven estudiant i 23 estaven classificades com a «altres inactius».

### Ingressos
El 2009 a Bucéels hi havia 126 unitats fiscals que integraven 346 persones, la mediana anual d'ingressos fiscals per persona era de 18.733 €.

### Activitats econòmiques
Dels 9 establiments que hi havia el 2007, 2 eren d'empreses de construcció, 1 d'una empresa de comerç i reparació d'automòbils, 2 d'empreses d'hostatgeria i restauració, 2 d'empreses de serveis, 1 d'una entitat de l'administració pública i 1 d'una empresa classificada com a «altres activitats de serveis».
L'únic servei als particulars que hi havia el 2009 era un paleta.
L'any 2000 a Bucéels hi havia 6 explotacions agrícoles.

## Poblacions més properes
El següent diagrama mostra les poblacions més properes.